# 飛沙角駅
飛沙角駅（ひさかく-えき）は、中華人民共和国広東省広州市南沙区に位置する広州地下鉄4号線の駅。

## 駅構造
- 島式ホーム1面2線の地下駅。

## 歴史
- 2017年12月28日 - 開業[1]。

## 隣の駅
■広州地下鉄4号線
金洲駅 - 飛沙角駅 - 広隆駅